# Hugo Montes
Hugo Montes Brunet  (29 de abril de 1926-1 de febrero de 2022) fue un profesor y abogado chileno, doctor en filología románica por la Universidad de Friburgo (Alemania), diácono de la Iglesia católica y Premio Nacional de Ciencias de la Educación en 1995, el cual le sería retirado posteriormente.
Fue denunciado por abuso sexual y pederastia por un grupo de exalumnos del colegio San Esteban Diácono y bajo el testimonio público de diversos afectados. Los denunciantes solicitaron el reconocimiento de los delitos y la revocación del Premio Nacional de Educación que se le otorgara en 1995. El 11 de diciembre de 2019, en un fallo sin precedentes en Chile, se hizo efectiva la revocación del Premio Nacional de Educación y el 17 de julio de 2020 fue declarado culpable de abuso sexual y pederastia por el Cuarto Juzgado de Garantía de Santiago. Fue sobreseído por prescripción, lo que significa que se acreditaron los hechos, pero debido al tiempo transcurrido los delitos quedaron impunes. Ex estudiantes de los colegios diaconales inaugurados por Montes levantaron una acusación por encubrimiento a mediados de 2023 contra los establecimientos.

## Primeros años de vida
Era hijo de Eugenio Montes Vicuña y Consuelo Brunet Bunster —primo de la escritora Marta Brunet y tío de Cecilia Morel—. Estudió en el Liceo Alemán de Santiago. Se licenció en Derecho en la Pontificia Universidad Católica de Chile en 1950 y de profesor de Estado en Castellano en la Universidad de Chile en 1953. Estaba casado y tenía seis hijos, cuatro hombres y dos mujeres.

## Vida académica
Estudió filología románica en la Universidad de Friburgo, Alemania, y obtuvo el grado de doctor en esa universidad. En diciembre de 1965 ingresó a la Academia Chilena de la Lengua. Escribió más de 50 libros y cientos de ensayos. Impartió clases en numerosas y prestigiosas universidades de Chile y el extranjero. Fue director de la Revista Chilena de la Literatura.

### Labores anteriores
Fue profesor titular de literatura en la Universidad de Chile, profesor titular de literatura en la Universidad Católica de Chile, fundador y rector del Colegio San Esteban, presidente de la Comisión Nacional del Libro y la Lectura, profesor de castellano en el Liceo Alemán (1950-1956), decano de Estudios Generales en la Universidad Austral de Chile (1958-1960), decano de Filosofía y Educación en la Universidad Católica de Valparaíso (1964-1967), director subrogante del Centro de Perfeccionamiento e Investigaciones Pedagógicas del Ministerio de Educación (1968-1969), profesor invitado en las universidades de Cuyo, Costa Rica, Friburgo (Alemania) y Notre Dame (Indiana), y rector del Saint George's College (1977-1985).

## Principales publicaciones
1. Ensayos
- Ideario Político de Baltasar Gracián. UC, Santiago, 1949.
- Poesía actual de Chile y España. Sayme, Barcelona, 1963. 2.ª ed. Editorial del Pacífico, Santiago, 1970.
- Estudios sobre La Araucana. UC de Valparaíso, 1966. 3.ª ed. Id, 1975.
- Lírica Chilena de hoy. Zig-Zag, Santiago, 1967. 2.ª ed., Id. 1970.
- Para un curso de Poética. UC, Santiago, 1967. 2.ª ed. Universidad de Costa Rica, San José, 1973. 3.ª ed. UC, Santiago, 1984.
- Nicanor Parra y la Poesía de lo Cotidiano (en colaboración con Mario Rodríguez). d. del Pacífico, Santiago, 1970. 2.ª ed. Id., 1974.
- Para leer a Neruda. Ed. Francisco de Aguirre, Buenos Aires 1974.
- Capítulos de la Literatura Chilena. C.P.E.I.P., Santiago, 1974.
- Ensayos Estilísticos. Gredos, Madrid, 1975.
- Leyendo a Chile (Ilustraciones de Lukas). Ed. Andrés Bello, Santiago, 1977.
- El mundo está bien hecho. Ediciones del Colegio, Santiago, 1979.
- Machu Pichu en la Poesía. Santiago, 1972, 2.ª ed., Cultura Hispánica, Madrid 1975.
- Poesía y Educación. Editorial Universitaria, Santiago, 1980.
- Prosa y Poesía del Barroco. Editorial de La Muralla, Madrid, 1980.
- A los Alumnos que se van. Saint George's College, Santiago, 1984. Varias reediciones.
- Machu Pichu en la poesía de Pablo Neruda. Zig Zag, Santiago, 1991.
- De la vida de un Profesor. Ediciones San Esteban, Santiago, 1991.
- Por nuestro idioma. Universidad Andrés Bello y Ediciones San Esteban, Santiago, 1992.

2. Poesía
- Plenitud del Límite. Editorial Nuevo Extremo, Santiago, 1959.
- Delgada Lumbre. Editorial Universitaria, Santiago, 1960.
- Alto Sosiego. Instituto de Cultura Hispánica, Valparaíso, 1964.
- A Manos Llenas. Universidad Católica de Chile, Santiago, 1972.
- Poemas. Editorial del Pacífico, Santiago, 1973.
- Oficios y Homenajes. Mar del Sur, Santiago, 1974.
- Obra Poética. Mar del Sur, Santiago, 1981.
- Amanecer en Pomaire (Ilustraciones de Lukas). Editorial Pomaire, Barcelona, Santiago, 1983.
- Claridad Humana. Editorial La Muralla, 1987.

3. Antologías
- Poesía chilena. Antología de Medio Siglo. Editorial del Pacífico, Santiago, 1956.
- Antología de la Poesía Chilena Contemporánea (En colaboración con Roque E. Scarpa). Gredos, Madrid, 1968.
- Para Saber y Contar (Cuentos de Las Mil y una noches). Zig Zag, Santiago, 1974.
- Poetas del Amor. Ediciones Universitarias, Valparaíso, 1975.
- Los Poetas del Mar. Editorial Andrés Bello, Santiago, 1978.
- Antología Poética para Jóvenes. Zig Zag, Santiago, 1982. 6.ª ed. Id. 1994.

4. Textos de Estudio
- Literatura Española. Época de Oro. Ed. del Pacífico, Santiago, 1956.`
- Literatura Española. Época Moderna. Ed. del Pacífico, Santiago, 1956.
- Literatura Española. Época Arcaica. Ed. del Pacífico, Santiago, 1957.
- Historia de la Literatura Chilena (en colaboración con Julio Orlandi). Ed. del Pacífico, Santiago, 1955.
- Letras de Chile (en colaboración con Julio Orlandi). Ed. del Pacífico, Santiago, 1970. 2.ª ed. Id, 1972.
- Literatura Regional de Chile (en colaboración con Julio Orlandi). Mar del Sur, Santiago, 1976.
- Cómo se Dice. Universidad Católica de Valparaíso, 1978.
- 20 Clases de Literatura Española. Ed. Portada, Santiago, s.f.
- Ortografía (en colaboración con Inés De Laire). Universidad Católica, de Valparaíso, 1977. 4.ª edición, Id., 1980.[8]

### Distinciones
- Miembro de Número de la Academia Chilena de la Lengua (1965).
- Premio Alerce de la Sociedad de Escritores de Chile (SECH) (1960).
- Condecoración del Gobierno español como oficial de la Orden de Isabel la Católica (1974).
- Cruz del Apóstol Santiago, del Arzobispado de Santiago, por servicios educacionales (1968).
- Premio Nacional de Educación Hugo Montes Brunet (1995), revocado en 2019 por las acusaciones de abuso sexual.[9]

## Controversias

### Acusaciones de abuso sexual
Las acusaciones de abuso sexual contra Hugo Montes son de larga data y se cuentan por decenas. Fue un caso emblemático de lesa justicia hasta que el Estado chileno reconociera los hechos. En el Colegio San Esteban Diácono, fundado por él mismo en la década de 1990,  eran conocidos los retiros que organizaba a una parcela de su propiedad, donde instaba a los niños a bañarse y dormir desnudos junto con él.
Finalmente, el Estado de Chile lo despojó del Premio Nacional de Educación que le había otorgado, se le prohibió el ingreso al colegio nombrado (lugar donde perpetró la mayoría de sus delitos) y fue declarado culpable,  sin conllevar lo anterior a una pena impuesta, debido al tiempo transcurrido entre las denuncias y los delitos de los que se le acusaba. Actualmente se intenta ampliar la investigación hacia alguno de sus hijos que ostentan cargos académicos y administrativos en el colegio San Esteban Diácono y en los establecimientos San Felipe Diácono y San Nicolás Diácono fundados por Montes, por posible encubrimiento.[cita requerida]